# Encolapta
Encolapta é um gênero de traça pertencente à família Agonoxenidae.